# Graalroman
Een graalroman is elke hoofse roman waarin de zoektocht naar de Heilige Graal centraal staat. Het genre is ontstaan in de Middeleeuwen. De Graallegende werd voor het eerst als thema gebruikt door Chrétien de Troyes in zijn werk Perceval ou le Conte du Graal.